# Infond Open 2014
L'Infond Open 2014 è stato un torneo di tennis facente parte della categoria ITF Women's Circuit nell'ambito dell'ITF Women's Circuit 2014. Il torneo si è giocato a Maribor in Slovenia dal 26 maggio al 1º giugno 2014 su campi in terra rossa e aveva un montepremi di $25,000.

## Vincitrici

### Singolare
Kateřina Siniaková ha battuto in finale  Yvonne Neuwirth con il punteggio di 6–1, 7–5

### Doppio
Barbora Krejčíková /  Kateřina Siniaková hanno battuto in finale  Cindy Burger /  Daniela Seguel con il punteggio di 6–0, 6–1